# Serie M 1 a 7 de CP
La Serie M 1 a 7, igualmente conocida como Automotora Nacional, Caixa de fósforos, o Gracinda, fue un tipo de automotor, que era utilizada por la Compañía de los Caminhos de Ferro Portugueses en el Ramal de Cáceres, en la Línea del Este, y en varios ramales Alentejanos, en Portugal.

## Características
Esta serie estaba compuesta por siete automotores, que utilizaban motores Chevrolet de 90 caballos, pudiendo funcionar a gasolina o gas de síntesis. Fueron, principalmente, utilizados en varios ramales en el Alentejo, en la Línea del Este, y en el Ramal de Cáceres.

## Historia
Fueron construidas en las oficinas de Santa Apolónia de la Compañía de los Caminhos de Ferro Portugueses, entre 1943 y 1948, según un proyecto del ingeniero Vasco Viana; fueron introducidas en servicio para hacer frente a las necesidades de material circulante en las conexiones de tráfico más reducido, ya que, debido a la Segunda Guerra Mundial, se volvió extremamente complicado encontrar los medios necesarios para reparación y adquisición de material circulante. Este conflicto también supuso una fuerte escasez de carbón, por lo que estos automotores utilizaban combustibles alternativos.
No obstante, su servicio fue marcado por las constantes averías que sofriam, por el que fueron retiradas al servicio poco tiempo después de su introducción, siendo sustituidas por las automotores de la Serie 0100, en 1948.

## Ficha técnica
- Características de explotación
  - Año de entrada en servicio:1943-1948[2]
  - Número de unidades construidas: 7[1]
- Datos generales
  - Constructor: Oficinas de Santa Apolónia[1]
  - Ancho: 1668 mm[1]
  - Tipo de tracción: Gasolina o gasogenio[1]
  - Longitud: 8,67 metros[2]
- Transmisión
  - Tipo: Mecánica, de 4 velocidades y marcha atrás[2]
- Motores de tracción
  - Motor diesel
    - Número: 1[2]
    - Constructor: Chevrolet[1]
    - Tipo: Motor de 3500 cc[2]
    - Potencia: 90 caballos[1]
- Características de funcionamiento
  - Velocidad máxima: 80 km/h[2]